# Noyers-Auzécourt
Noyers-Auzécourt é uma comuna francesa na região administrativa de Grande Leste, no departamento de Meuse. Estende-se por uma área de 17,22 km². Em 2010 a comuna tinha 283 habitantes (densidade: 16,4 hab./km²).